# ポッタリアン

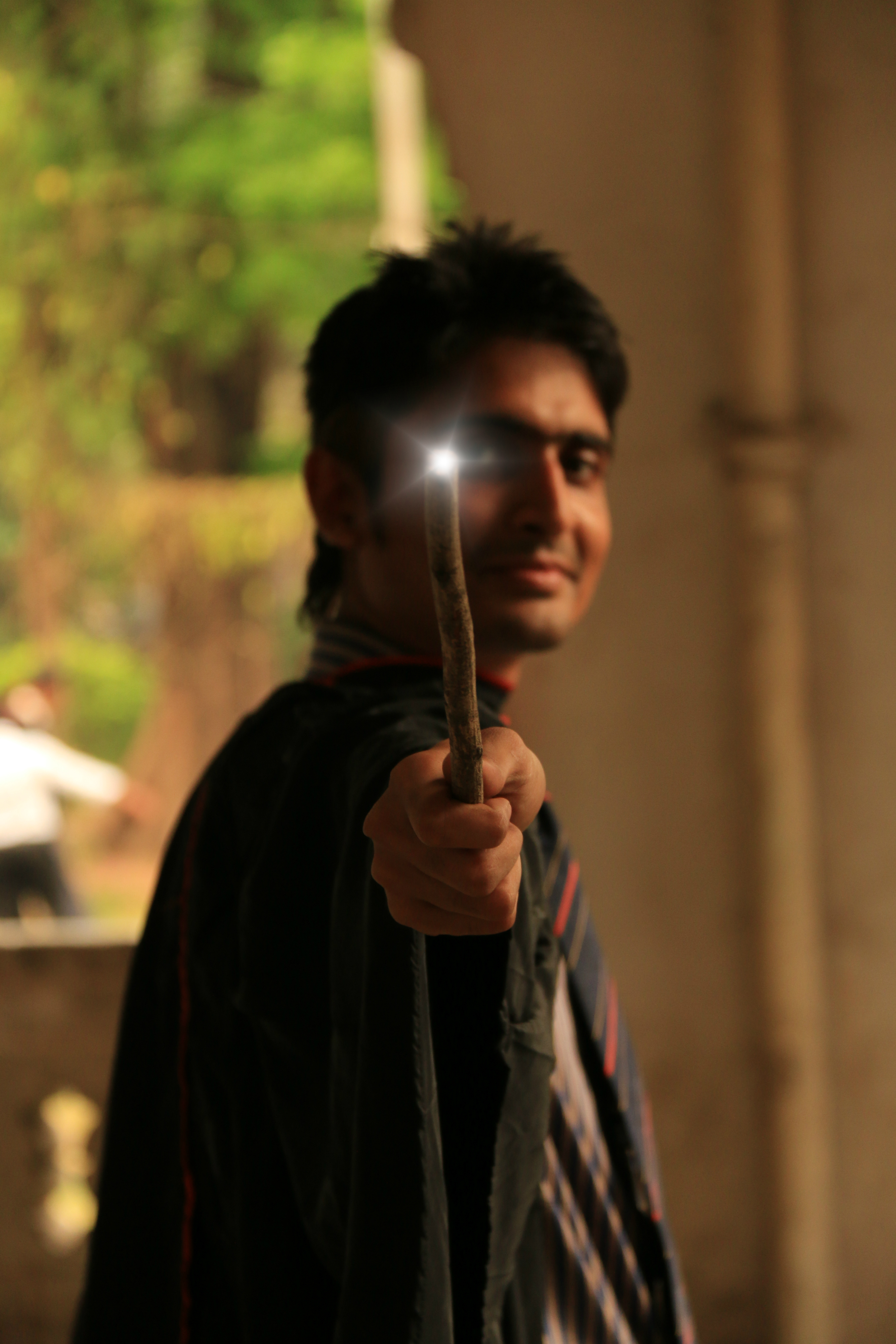
ハリー・ポッターの仮装をするファン。

ポッタリアン（Potterian）とは、J・K・ローリングの小説『ハリー・ポッター』シリーズの愛好家を指して使われることがある呼称。命名は主人公を演じたダニエル・ラドクリフ。
特に日本のファンが好んで使用し、名称はシャーロキアン（シャーロック・ホームズシリーズの愛好家）に由来する。
愛好家といっても様々で、小説を愛好するだけの人から、ホグワーツ魔法魔術学校の制服（ローブ、マフラー等）を着用して楽しむ人まで幅広い。
日本では翻訳者・松岡佑子、および日本語版の版権を保有する静山社の公認ファンクラブとして「ホグワーツ校友の会」が存在する。
日本以外の海外では主にポッターマニア(Pottermania)が用いられ、その中でもとりわけ熱心な人々はポッターヘッド(PotterHeads)と呼ばれる。